# Renato Roseno
Renato Roseno de Oliveira (São Paulo, 18 de dezembro de 1971) é um advogado, servidor público e político brasileiro radicado em Fortaleza, Ceará. É membro do Partido Socialismo e Liberdade (PSOL).

## Biografia
Embora de família toda cearense, Renato Roseno nasceu em São Paulo, quando seus pais, José Araújo de Oliveira e Maria Valda Roseno de Oliveira, tentavam se estabelecer na capital paulista, mas que acabaram eventualmente retornando para o Ceará. Tem dois irmãos: Marcelo, juiz estadual, e Tatiana Roseno, médica. Sua mãe faleceu de câncer aos 70 anos, em Fortaleza, em 14 de maio de 2020.
Iniciou sua militância aos 15 anos. Cursou direito na Universidade Federal do Ceará, tendo sido membro das gestões do Centro Acadêmico Clóvis Beviláqua e do Diretório Central dos Estudantes (DCE) da Universidade.
Sua primeira filiação foi com o Partido dos Trabalhadores (PT) em 1990. Entre 1995 e 2000, foi assessor parlamentar do então deputado estadual João Alfredo.
Sua maior atuação é no campo da defesa de direitos humanos, contribuindo com movimentos por moradia e contra a violência policial. Em 2000, participou da fundação do Centro de Defesa da Criança e do Adolescente (CEDECA) no Ceará, organização que coordenou por seis anos; foi conselheiro titular do Conselho Nacional dos Direitos da Criança (CONANDA); coordenou a Associação Nacional dos Centros de Defesa da Criança e do Adolescente (ANCED) e assessorou a entidade no monitoramento da Convenção Internacional sobre os Direitos da Criança.
Em 2005, deixa o PT e filia-se ao recém-criado Partido Socialismo e Liberdade (PSOL). Já pelo PSOL, concorreu ao Governo do Ceará nas eleições de 2006. Foi o terceiro colocado na disputa, com 106 184 votos.
Foi candidato à Prefeitura de Fortaleza pela coligação formada entre PSOL e PSTU no pleito de 2008, recebendo 67 080 votos. Disputou a vaga de deputado federal nas eleições de 2010, tendo sido o segundo mais votado em Fortaleza e o nono no Ceará, porém não conseguiu a vaga devido às regras do coeficiente eleitoral.
Em 2012, foi novamente candidato a prefeito de Fortaleza pela coligação A Fortaleza que nos Move, composta pelo PSOL e pelo PCB, tendo como vice Soraya Tupinambá, candidata psolista ao Governo do Ceará em 2010. Roseno obteve mais de 11% dos votos. Foi o quinto colocado na disputa, tendo recebido 148 128 votos e ficado à frente do ex-secretário da Justiça e Cidadania do Estado Marcos Cals, candidato do PSDB, e do senador Inácio Arruda, candidato do PCdoB.
Em 2013, recebeu o Prêmio Neide Castanha, na categoria cidadania, outorgado pelo Comitê Nacional de Enfrentamento à Violência Sexual contra Crianças e Adolescentes, pela atuação na defesa de direitos de crianças e jovens. No mesmo ano, entrou no serviço público como analista de políticas sociais, lotado na Secretaria Nacional da Assistência Social do Ministério do Desenvolvimento Social (MDS).
Em 2014, foi eleito deputado estadual do Ceará pelo PSOL, sendo o primeiro a conseguir uma vaga na Assembleia Legislativa do Ceará pela legenda. A eleição de Roseno foi possível graças à coligação formada entre PSOL, PSTU e PCB, que ultrapassou o coeficiente eleitoral exigido para eleger um representante na ALCE. Foi reeleito deputado estadual com 74 mil votos nas eleições de 2018.
Dentro do PSOL, integra um coletivo interno trotskista denominado Insurgência.
Em 2020 foi escolhido como candidato à prefeitura de Fortaleza pelo PSOL, tendo como companheira de chapa, Raquel Lima (PCB), candidata a vice-prefeita.
Em 2015, se torna membro e em 2019 é eleito pela primeira vez presidente da Comissão de Direitos Humanos e Cidadania da Assembleia Legislativa do Ceará, sendo reconduzido ao cargo em 2021.
Em 2016 foi relator e, atualmente, é presidente do Comitê de Prevenção e Combate à Violência, antigo Comitê Cearense pela Prevenção de Homicídios na Adolescência, que atua com produção de conhecimento, mobilização social e incidência política pela prevenção de homicídios na adolescência no Ceará.

## Iniciativas aprovadas
Renato Roseno (PSOL) se coloca como minoria ideológica e partidária na Assembleia Legislativa do Ceará (ALECE), sendo o único parlamentar do PSOL e o único a ser oposição de esquerda ao Governo do Estado. Ainda assim, até julho de 2022, o parlamentar conseguiu aprovação de 38 leis em diferentes âmbitos e frentes de atuação, como meio ambiente, segurança pública, educação, direitos humanos, infância e adolescência e combate às opressões.

#### Meio ambiente
Renato Roseno (PSOL) é autor da Lei Estadual 16.820, batizada de Lei Zé Maria do Tomé, que proíbe a pulverização aérea de agrotóxicos no território cearense. Aprovada em dezembro de 2018 pela Assembleia Legislativa e sancionada no dia 8 de janeiro de 2019 pelo então governador Camilo Santana, esta legislação tornou o Ceará o primeiro estado brasileiro a proibir a prática da chamada "Chuva de Veneno".
A construção da iniciativa se deu em coletividade, abraçando as demandas dos movimentos sociais, dos camponeses, de diversos setores da sociedade civil em defesa do meio ambiente. Chama-se "Zé Maria do Tomé" em homenagem ao agricultor e defensor dos direitos humanos assassinado com mais de 20 tiros a queima-roupa, em 21 de abril de 2010, na comunidade de Tomé, em Limoeiro do Norte, no Ceará. Zé Maria destacou-se na luta contra a pulverização aérea de agrotóxicos na Chapada do Apodi, revelando denúncias sobre as consequências do uso de agrotóxicos, promovendo debates com foco na saúde das comunidades e enfrentando diretamente grandes empresas do agronegócio.
Curiosamente, a proposta foi apresentada logo no início do mandato de Renato Roseno, em fevereiro de 2015, e só foi aprovada no último dia de trabalho da atual legislatura. Foram quatro longos anos de tramitação na casa, que acabaram tendo um desfecho comemorado por todos e todas que fazem a luta ambiental no Ceará.
Foi autor do projeto de lei 175/18, que proíbe o uso de canudos plásticos nos estabelecimentos comerciais, bares, restaurantes e lanchonetes do Ceará. Em 2021, o projeto foi desarquivado pelo deputado Marcos Sobreira (PDT) e aprovada, com coautoria do deputado Renato Roseno (PSOL). Sancionada em 20 de agosto de 2021, a Lei 17.620 proíbe o uso de canudos de plástico, exceto os biodegradáveis e reutilizáveis, em estabelecimentos comerciais, bares, quiosques, padarias, barracas de praia, hotéis, restaurantes e lanchonetes do Estado do Ceará.

#### Direitos humanos
É autor da Lei Nº 17.165 que reconhece a existência, contribuição e o direito dos povos indígenas;
Da Lei 16.832, que proíbe homenagem à pessoas que notoriamente tenham praticado ou pactuado, direta ou indiretamente, com violações de direitos humanos, notadamente durante o período da ditadura militar, cujo nome conste no Relatório Final da Comissão Nacional da Verdade de que trata a Lei Federal nº 12.528/2011.

##### Participação popular e transparência
É autor da Lei Nº 16.911, que autoriza assinatura eletrônica em projetos de iniciativa popular.

#### Segurança pública
É autor da Lei que Institui a Política Estadual de Controle de Armas de Fogo (Lei 16.974 ), onde toda munição comercializadas no Estado do Ceará deve ser marcadas no culote do estojo e limita a 2.000 (duas mil) munições por lote, com mesma numeração gravada no culote dos estojos, de modo a facilitar a rastreabilidade das distribuições e o uso pelos órgãos de Segurança Pública no Estado do Ceará.

#### Infância e adolescência
Aprovou, à nível estadual, a criação de Comissões de Proteção e Prevenção à Violência Contra a Criança e o Adolescente, nas escolas da rede pública e nas escolas privadas do Estado do Ceará.

##### Saúde mental
É autor da Lei 17.909 que Institui no Calendário Oficial do Estado do Ceará, a Campanha "Outubro Lilás" como mês de promoção e valorização da saúde mental de profissionais da Educação;
Da Lei Nº 16.938 que institui a data de 18 de maio como Dia Estadual da Luta Antimanicomial no Ceará;
Da Lei Nº 17.309, que dispõe sobre a instituição do selo “Empresa Amiga da Saúde Mental”, no âmbito do Estado do Ceará;
Da Lei Nº 17.310, que determina que os veículos de órgão público do Estado do Ceará divulguem, em suas plataformas digitais, dicas e informes sobre cuidados com a saúde mental.

## Desempenho em eleições
| Ano  | Eleição                | Coligação                                             | Partido | Candidato a       | Votos            | Resultado  |
| ---- | ---------------------- | ----------------------------------------------------- | ------- | ----------------- | ---------------- | ---------- |
| 2006 | Estadual do Ceará      | Frente de Esquerda Ceará Socialista (PSOL, PCB, PSTU) | PSOL    | Governador        | 106.184 (2,75%)  | Não eleito |
| 2008 | Municipal de Fortaleza | Frente de Esquerda Socialista (PSOL, PSTU)            | PSOL    | Prefeito          | 67.080 (5,67%)   | Não eleito |
| 2010 | Estadual do Ceará      | sem coligação proporcional                            | PSOL    | Deputado Federal  | 113.705 (2,85%)  | Não eleito |
| 2012 | Municipal de Fortaleza | A Fortaleza que nos Move (PSOL, PCB)                  | PSOL    | Prefeito          | 148.128 (11,84%) | Não eleito |
| 2014 | Estadual do Ceará      | Frente de Esquerda Socialista (PSOL, PCB, PSTU)       | PSOL    | Deputado Estadual | 59.887 (1,34%)   | Eleito     |
| 2018 | Estadual do Ceará      | Frente de Esquerda Socialista (PSOL, PCB)             | PSOL    | Deputado Estadual | 74.174 (1,62%)   | Eleito     |
| 2020 | Municipal de Fortaleza | Organizar a Luta e a Esperança (PSOL, PCB)            | PSOL    | Prefeito          | 34.346 (2,68%)   | Não eleito |
| 2022 | Estadual do Ceará      | Federação PSOL REDE (PSOL, REDE)                      | PSOL    | Deputado Estadual | 83.062 (1,63%)   | Eleito     |